# Recensement du bétail
Le recensement du bétail dans l'Égypte antique était l'un des deux principaux moyens d'évaluer le montant des impôts à prélever, un autre étant la hauteur de l'inondation annuelle. Événement économique très important, le comptage du bétail était contrôlé par de hauts fonctionnaires et était lié à plusieurs fêtes cultuelles. Il servait en outre à dater d'autres événements, l'année entière où il avait lieu étant appelée « année du Xe comptage de bétail sous la personne du roi Y ». La fréquence des comptages de bétail a varié au cours de l'histoire de l'Égypte antique ; dans l'Ancien Empire, ils étaient probablement bisannuels, c'est-à-dire qu'ils avaient lieu tous les deux ans, et sont devenus plus fréquents par la suite.
Dans une tentative pour résoudre l'énigme de la durée réelle du règne de Khéops, les égyptologues utilisent la fréquence du recensement du bétail.
Les photos ci-dessous (musée du Caire) dressent le tableau du quotidien dans le domaine d'un noble ; trônant sous un dais, Méketrê surveille le dénombrement et l'inspection de son bétail par des scribes qui notent le comptage :

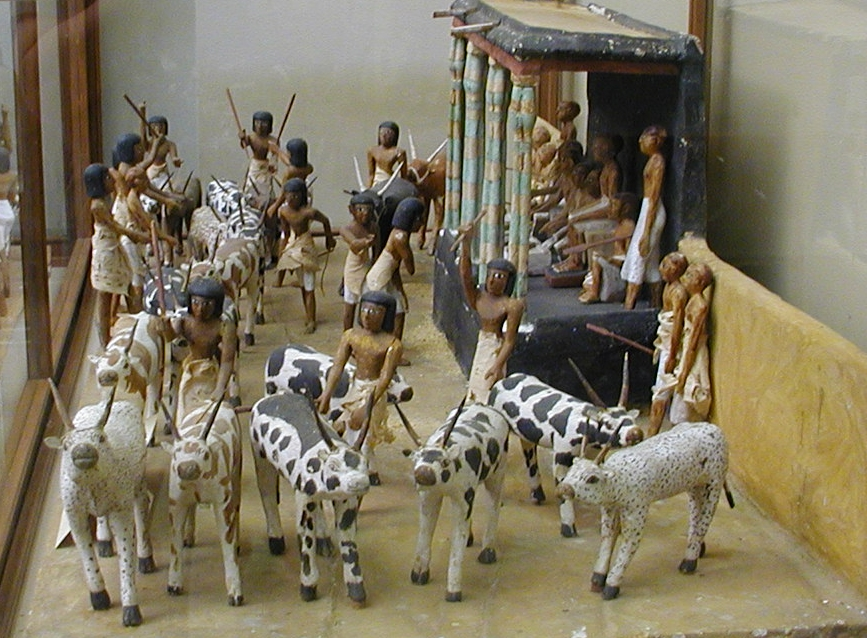
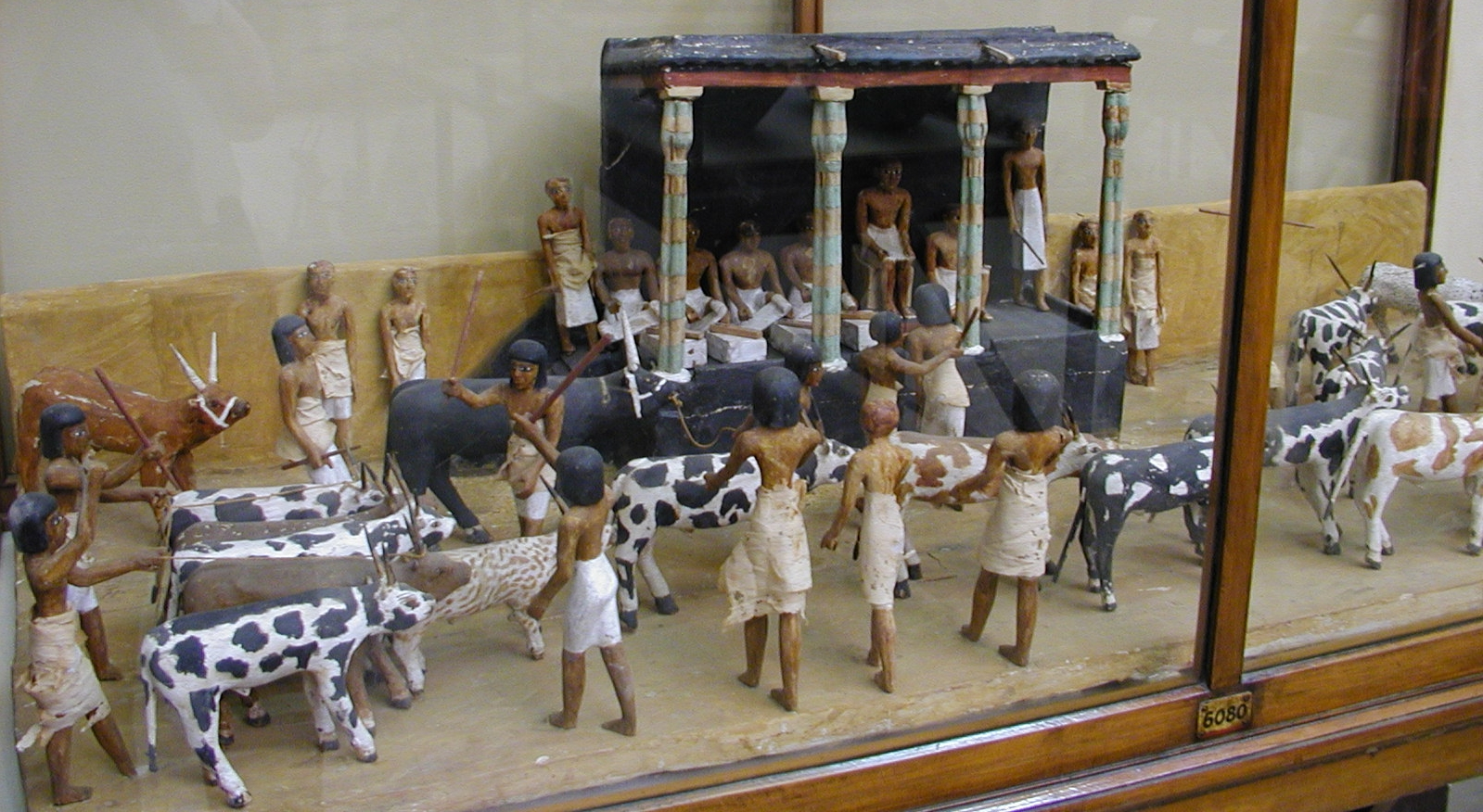

## Processus et objectif

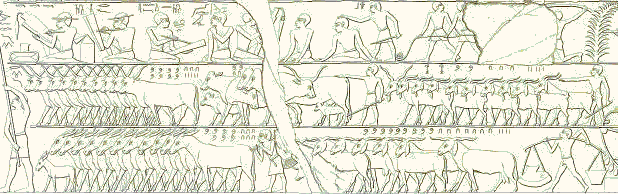
Comptage du bétail d'après un relevé dans la tombe du mastaba G75 à Gizeh.

Pour effectuer le comptage du bétail, tous les biens meubles (y compris le bétail productif comme les vaches et les bœufs, les moutons, les porcs, les chèvres et les ânes) étaient comptés. Après le comptage, le pourcentage de biens meubles à taxer par l'État était calculé. Le comptage du bétail était effectué dans chaque nome d'Égypte. Les fraudes étaient sévèrement punies. À partir de la IIe dynastie, le comptage du bétail était lié à la « suite d'Horus » qui avait lieu tous les deux ans,. La « suite d'Horus » consistait en un voyage du roi et de sa cour à travers l'Égypte, ce qui facilitait l'évaluation et la perception des impôts par l'administration centrale.

## Importance du recensement
Le comptage du bétail est d'une grande importance pour les égyptologues et les historiens, car de nombreuses inscriptions rapportent l'année de la Xe occasion du comptage du bétail suivie du nom d'un pharaon. Ainsi, ces inscriptions sont utilisées pour évaluer la durée minimale du règne du pharaon, en supposant par exemple que le comptage du bétail avait lieu tous les deux ans. Ce dernier point étant d'une importance capitale pour la datation correcte des durées de règne, il est très contesté jusqu'à aujourd'hui. D'après la pierre de Palerme, une dalle de basalte noir sur laquelle sont consignés les événements annuels de nature cultuelle et religieuse depuis le roi Narmer (Ire dynastie) jusqu'au roi Néferirkarê Kakaï (troisième pharaon de la Ve dynastie), le comptage du bétail avait lieu tous les deux ans jusqu'à la fin de l'Ancien Empire. Après cette période, cependant, il a été effectué plus fréquemment et finalement annuellement. Le premier pharaon dont on sait que le comptage annuel du bétail a eu lieu avec certitude est le roi Pépi Ier de la VIe dynastie,,, ce qui n'exclut pas que le comptage du bétail ait eu lieu tous les deux ans avant Pépi Ier.
Un exemple d'évaluations contradictoires de la durée d'un règne via le comptage du bétail est le cas du roi Khéops (IVe dynastie). Le plus grand nombre connu de comptages de bétail sous Khéops se trouve dans les graffitis des ouvriers à l'intérieur des chambres de relèvement de la pyramide de Khéops. L'inscription à l'encre rapporte la « dix-septième occasion du comptage du bétail ». Comme les inscriptions sur la pierre de Palerme indiquent que le comptage du bétail était effectué tous les deux ans au cours de la IVe dynastie, cela prouverait que Khéops a régné au moins trente-quatre ans. Ce calcul est rejeté par plusieurs égyptologues, car une autre source égyptienne ancienne, le canon de Turin, attribue à Khéops un règne de vingt-trois ans seulement. À l'opposé, l'historien grec antique Hérodote affirme que Khéops a régné pendant cinquante ans, ce qui est aujourd'hui considéré comme une exagération. De nos jours, des égyptologues comme Thomas Schneider supposent que soit Khéops a effectivement régné pendant un peu plus de trente-quatre ans, soit que l'auteur du canon de Turin n'a tout simplement pas pris en compte le cycle de deux ans des comptages de bétail et qu'il crédite en fait Khéops de vingt-trois comptages de bétail, soit un règne de quarante-six ans,.